# 聖迭戈 (卡拉沃沃州)
聖迭戈（西班牙語：San Diego）是委內瑞拉的城市，由卡拉沃沃州負責管轄，位於該國北部，始建於1781年11月7日，面積275平方公里，海拔高度497米，主要經濟活動有服務業和農業，2008年人口187,215。

## 外部連結
- Official page of the Mayor of San Diego (in Spanish)

10°15′14.5″N 68°0′39.08″W / 10.254028°N 68.0108556°W